# آخو (کانتابریا)
آخو (به اسپانیایی: Ajo) یک منطقه مسکونی در اسپانیا است که در Bareyo واقع شده‌است. آخو ۱٬۵۴۹ نفر جمعیت دارد و ۴۶ متر بالاتر از سطح دریا واقع شده‌است.